# Umanità Nova
Umanità Nova é um jornal anarquista italiano  fundado em 1920. Foi publicado diariamente até 1922, quando foi fechado pelo regime fascista. Em alguns lugares, a sua circulação superou a do jornal socialista Avanti!. Após a queda do regime, em 1945, começou a sua publicação de novo, desta vez como um semanal.
Contribuíram no Umanità Nova incluindo seus fundadores, Errico Malatesta e Antonio Cieri; Camillo Berneri e Armando Borghi.
Atualmente o Umanità Nova é o porta-voz da Federazione Anarchica Italiana.

## História
As primeiras publicações foram iniciadas em 1909, por Ettore Molinari e Nella Giacomelli, que pensaram em transformar o panfleto La Protesta Umana (O Protesto Humano) em um jornal diário. Durante a sua convenção nacional em 1911, o grupo il Fascio comunista-anarchico de Roma propôs um órgão nacional que pudesse ser o porta voz fora do movimento que estava crescendo na Itália.
Em abril de 1919, um grande encontro de anarquistas italianos, tanto comunitários como individualistas, em sua convenção nacional em Florença, concordaram com a necessidade de cerrar fileiras e formar uma união entre si: criando a União Anarquista Comunista Italiana. Uma das principais resoluções foi imprimir um jornal, e quando Molinari e Giacomelli se ofereceram de publicar um diário nacional, a eles e a  Emilio Spinaci foi dada à responsabilidade de determinar se era possível realizar a proeza de unir todos os anarquistas, e de iniciar a recolher os fundos necessários.

### Censura, perseguição e fechamento
Em 1922 a sede da polícia em Roma apresentou uma queixa contra vinte ex-editores, correspondentes, e os membros do conselho de administração da Umanità Nova. Uma grande pilha de correspondência, panfletos e propaganda foram aprendidos, e os ativos do jornal tomado: 5.700 liras, 300 marcos, 20 mil coroas e uma conta corrente no banco Credito Italiano com 71.328 lira disponíveis, além de todos os seus registros. Uma situação semelhante ocorreu em La Spezia, onde as Camisas negras tinha destruído a imprensa e queimaram os escritórios do jornal Il Libertario, e em Pisa com o  L'Avvenire Anarchico. Em 28 de outubro de 1922, o rei Vitor Emanuel III confiou Benito Mussolini a "tarefa de formar um novo governo". O Umanità Nova comentou sobre a decisão de dar poder executivo ao chefe das Camisas negras.
Imediatamente após a ocupação fascista de Roma, em 30 de outubro de 1922, os escritórios na Via Santa Croce em Milão foram invadidos e destruídos. Depois de três semanas de silêncio forçado, em 22 de novembro eles encontraram uma impressora disposta a publicar o jornal, a edição número 196 da Umanità Nova foi publicada, mas seria a última.